# Faculdade de Medicina de Bauru da Universidade de São Paulo
A Faculdade de Medicina de Bauru da Universidade de São Paulo (FMBRU-USP) é uma unidade de ensino, pesquisa e extensão da Universidade de São Paulo (USP) voltada para as ciências médicas e da saúde, localizada no Campus USP de Bauru, no interior do estado de São Paulo.
A FMBRU-USP é a terceira faculdade de medicina da Universidade de São Paulo, ao lado da FMUSP, localizada na cidade de São Paulo, e da FMRP-USP, localizada em Ribeirão Preto.

## História
A Faculdade de Medicina de Bauru (FMBRU-USP) foi criada oficialmente no dia 21 de março de 2024, pela Resolução Nº 8589/24, expedida pelo reitor Carlos Gilberto Carlotti Junior, após a proposta ter sido aprovada pelo Conselho Universitário da USP (Co), em 19 de março de 2024, por 93 votos a favor e 8 votos contrários.
Anteriormente, em 4 de julho de 2017, o Conselho Universitário já havia aprovado a criação do curso de medicina, inicialmente vinculado à Faculdade de Odontologia de Bauru da USP (FOB)  e agora definitivamente vinculado a FMBRU/USP.
A primeira turma do curso de medicina da USP Bauru se formou em 10 de novembro de 2023, com 52 alunos, à época ainda sob vínculo com a FOB.  Com a criação da faculdade, todos os alunos formados da primeira turma são institucionalmente considerados egressos da FMBRU/USP.

### Logotipo da FMBRU-USP
Em junho de 2024, após seleção através de concurso aberto a comunidade, o logo oficial foi divulgado pela coordenação da faculdade. 
O logotipo escolhido apresenta o Bastão de Asclépio em destaque, posicionado a frente de um escudo e sobre páginas de livro aberto, simbolizando o conhecimento, o aprendizado e a educação. No escudo, ao fundo, se observa a arquitetura marcante do Hospital das Clínicas de Bauru e ao redor do logo um halo com os dizeres: Faculdade de Medicina de Bauru - FMBRU-USP. O logo é desenhado em verde e branco. O uso do verde foi escolhido por se tratar da principal cor associada a área da saúde, em especial, a medicina.

## Formas de Acesso
O curso de medicina da FMBRU oferece 60 vagas por ano com acesso distribuído entre FUVEST, Provão Paulista e ENEM. Desde a criação, o curso se manteve entre os três mais concorridos da FUVEST , chegando a ser o segundo mais concorrido em 2018.
| Forma de Acesso | Nº de Vagas |
| --------------- | ----------- |
| Fuvest          | 43          |
| Provão Paulista | 9           |
| ENEM            | 8           |
| Total           | 60          |